# Garupá
Garupá – miasto w Argentynie, położone w południowej części prowincji Misiones, nad rzeką Parana, stanowiącą granicę z Paragwajem.

## Opis
Miejscowość została założona w 1911 roku. W mieście jest węzeł drogowy-RN12 i RN105, przebiega też linia kolejowa. 